# Eivissa pel Canvi
Eivissa pel Canvi (Ibiza por el Cambio) (ExC) es una plataforma creada al año 2006 para hacer de frente a la situación política a la isla de Ibiza, su irrupción surgió con el movimiento de la plataforma antiautopistas ''No volem autopistes'' ("No queremos autopistas").
Actualmente gobierna con el PSOE, con el que se había presentado en coalición, el Consejo Insular de Ibiza y los ayuntamientos de Ibiza y San José. En el pleno del Consejo Insular, tiene dos consejeros, que forman con los 5 consejeros socialistas el Grupo Progresista. En el Consejo Ejecutivo posee también dos representantes, después de la dimisión del responsable de Política Territorial.
También tiene representación en Parlamento de las Islas Baleares, a cuyas elecciones de 2007 se presentó en coalición con el PSOE. Sus dos diputadas, una de Esquerra Republicana de Catalunya y otra,independiente, se integran en el Grupo Socialista.

## Miembros
Ibiza por el Cambio pasó de ser un manifiesto de ciudadanos independientes a ser una plataforma política impulsada por independientes progresistas con el apoyo de los partidos Alternativa Esquerra Unida-Els Verds (EU-EV), Entesa Nacionalista i Ecologista (ENE) (federación ibicenca del PSM-EN) y Esquerra Republicana de Catalunya (ERC).
A principios del año 2010 Ibiza por el Cambio celebró una asamblea en que, ante la inoperancia y los conflictos internos, se planteó disolver la formación. Solo un 52% de los asistentes se mostraron favorables a su continuidad.
De cara a las elecciones al Parlamento de las Islas Baleares de 2011 se anunció la salida de ENE y de ERC de la coalición. Posteriormente, los partidos salidos de ExC, esto es, ERC y ENE, anunciaron que trabajaban en una candidatura conjunta al margen de ExC.